# Calendario birmano
Il calendario birmano è un calendario utilizzato in Birmania. È basato sul calendario lunisolare, che integra sia i cicli solari che lunari, ed è principalmente utilizzato per determinare le date delle festività religiose, le osservanze tradizionali e le attività agricole. È anche utilizzato per determinare la data del Capodanno birmano, che è una delle celebrazioni più significative nel paese.

## Storia del calendario birmano
Il calendario birmano ha origini antiche e deriva da una combinazione di influenze induiste e buddiste. La sua struttura si è evoluta nel tempo, integrando conoscenze astrali e matematiche provenienti da culture vicine come quella indiana e cinese.
Le origini del calendario birmano possono essere fatte risalire al periodo Pagan (IX-XIII secolo), quando i regnanti birmani iniziarono a utilizzare sistemi lunisolari simili a quelli usati in India. Questo calendario è stato influenzato dalla tradizione buddista che utilizzava cicli lunari per determinare le festività religiose.
Durante il periodo coloniale britannico, che durò dal 1886 al 1948, il calendario birmano fu parzialmente sostituito dal calendario gregoriano per scopi ufficiali. Tuttavia, le tradizioni locali rimasero vive, e il calendario birmano continuò ad essere utilizzato dalla popolazione per determinare eventi religiosi e agricoli.
Nel XX secolo, con l'indipendenza della Birmania nel 1948, il calendario birmano è stato nuovamente adottato ufficialmente per scopi culturali e religiosi, anche se il calendario gregoriano è stato mantenuto per gli affari governativi e internazionali.

## Caratteristiche principali
Il calendario birmano è un calendario lunisolare che segue un ciclo di 12 mesi. Ogni mese ha 29 o 30 giorni, e l'anno ha 354 o 355 giorni, a seconda dell'inserimento di un mese supplementare ogni 2-3 anni. Questo mese aggiuntivo, chiamato "mese intercalare", serve a mantenere il calendario allineato con le stagioni solari.
Ogni anno è associato a uno dei 12 animali dello zodiaco cinese, con il ciclo che si ripete ogni 12 anni. Gli anni sono anche numerati in base a un ciclo di 60 anni, in cui ogni anno è combinato con un elemento (metallo, legno, acqua, fuoco, terra) e un animale.

## Festività principali
Le festività birmane sono strettamente legate al calendario lunisolare e al ciclo lunare. Le date delle festività variano di anno in anno, ma alcune delle principali sono:
- Capodanno birmano (Thingyan): celebrato all'inizio dell'anno nuovo, di solito ad aprile, è una delle feste più importanti in Birmania. Si svolgono grandi celebrazioni pubbliche e famigliari, tra cui giochi d'acqua simbolici.
- Vesak: questa festa celebra la nascita, l'illuminazione e la morte del Buddha e viene celebrata nel mese di maggio, durante la luna piena.
- Tazaungdaing: Questo festival, che si svolge tra ottobre e novembre, è dedicato alla fine della stagione delle piogge e segna l'inizio della stagione dei raccolti.

## Uso e impatto culturale
Il calendario birmano non è solo uno strumento di misurazione del tempo, ma ha un forte impatto sulle tradizioni culturali e religiose del paese. La sua influenza si estende a vari aspetti della vita quotidiana, tra cui l'agricoltura, le celebrazioni religiose e la determinazione delle date delle cerimonie tradizionali.
Inoltre, il calendario birmano continua a essere un simbolo di identità culturale e religiosa, poiché è ancora ampiamente utilizzato dalla popolazione per determinare le date delle festività e dei riti religiosi. Le festività, infatti, sono in gran parte legate a cicli lunari e solari, e molte persone in Birmania pianificano importanti eventi familiari in base al calendario tradizionale.

## Comparazione con altri calendari
Il calendario birmano, pur basandosi su un sistema lunisolare, differisce dal calendario gregoriano, che è solare. Inoltre, mentre il calendario gregoriano è universalmente usato per scopi civili, il calendario birmano è principalmente utilizzato per scopi religiosi, culturali e agricoli.
A differenza di altri calendari lunisolari, come quello cinese o indiano, il calendario birmano si distingue per l'uso di un sistema di anni che combina animali dello zodiaco e elementi naturali, un aspetto che lo rende unico.